# Andalusia Oriental

Delimitació d'Andalusia Oriental dins Andalusia.

L'Andalusia Oriental, Alta Andalusia o Regió de Granada és una regió geogràfica, històrica i cultural, situada a l'est d'Andalusia, formada pels territoris històrics del Regne de Granada i del Regne de Jaén, aquest últim pertanyent a la Corona de Castella amb anterioritat a la incorporació del Regne de Granada a Castella per part dels anomenats Reis Catòlics.
Generalment s'admet que Andalusia Oriental està composta per les províncies d'Almeria, Jaén, Granada, Màlaga, i d'altres vegades s'inclou a l'Andalusia Occidental. Igualment, alguns col·legis professionals i d'altres organismes de dret públic hi inclouen, a efectes pràctics, la ciutat autònoma de Melilla.

## Àmbit territorial
L'àmbit territorial d'Andalusia Oriental correspon al de les províncies de Almería, Granada, Jaén i Màlaga, és a dir, s'identifica grosso modo amb el que, fins a la divisió en províncies, de 1833, corresponia als regnes de Granada i de Jaén. A partir de la nova provincialització, aquest àmbit territorial comença a arreplegar-se en textos i en diferents propostes d'organització territorial, com una única subregió, bé denominada simplement com "Granada", bé amb altres denominacions, com Alta Andalusia encara que, segons autors com Marvau o Jean Sermet, sempre amb el mateix àmbit geogràfic. L'actual denominació, comença a utilitzar-se ja entrat el segle xx, especialment en l'àmbit administratiu, fins que la doctrina la consagra "en el context del subdesenvolupament andalús". En l'últim terç del segle, autors com José Cazorla o Huetz de Lemps confirmen la dicotomia subregional d'Andalusia. No obstant això, després del desenvolupament de l'autonomia andalusa i els canvis socioeconòmics operats en les diferents províncies, bona part dels geògrafs i sociòlegs del segle xxi entenen que la divisió en dues Andalusies ha d'entendre's obsoleta. A partir dels anys dos mil, des de determinats àmbits s'ha desvinculat la Província de Màlaga d'Andalusia Oriental.